# Josef Dvořák
Josef Dvořák (* 25. dubna 1942 Horní Cerekev) je český herec, komik a divadelní ředitel.

## Život
Vyrostl v Kadani, v letech 1965 až 1970 působil v Kladivadle v Kadani, poté v Ústí nad Labem, v letech 1972 až 1990 v divadle Semafor, od roku 1990 je ředitelem a protagonistou Divadelní společnosti Josefa Dvořáka. Nejdříve hrál s Jitkou Molavcovou a Jiřím Suchým, později vytvořil samostatnou skupinu. Ze stovek televizních rolí patří mezi nejznámější ty v seriálech: Nemocnice na kraji města, Rozpaky kuchaře Svatopluka, Byli jednou dva písaři, Arabela, Návštěvníci, Hospoda. Ve filmu hrál například v Jáchyme, hoď ho do stroje (1974), Lvi salónů (1978), Hřbitov pro cizince (1991), Černí baroni (1992). Proslul rolemi vodníků a obecně tvorbou pro děti. Společně s Jitkou Molavcovou, Pavlem Zedníčkem, Štěpánkou Haničincovou a dalšími herci vytvářel sérii pořadů Malý televizní kabaret (1977–1990). 
Také propůjčil svůj hlas několika večerníčkům jako je např. Maxipes Fík, nebo Bob a Bobek. Jak bylo spočítáno, ke konci roku 2012 Josef Dvořák byl k slyšení celkem v 156 epizodách různých večerníčků.
Josef Dvořák byl důvěrníkem StB pod krycím jménem Komik, evidenční číslo 31 014. V rámci jednání s agenty StB informoval o dění v divadle Semafor, a to převážně o Jiřím Suchém. Sám Dvořák tuto skutečnost popřel a odmítl se k tomu vyjádřit.
Je počtvrté ženatý, má tři dcery vlastní, čtvrtou vyženil. Se svou čtvrtou ženou Jarmilou se seznámil při natáčení seriálu Rozpaky kuchaře Svatopluka a provozují společně divadelní společnost. 

## Diskografie
- 1986 František Nepil – Pět báječných strýčků – Supraphon, LP, jeden z účinkujících
- 1991 Pepa Z Kadaně (Josef Dvořák Zpívá Ivana Mládka) (Punc, LP)
- 1995 Vodnická škola Josefa Dvořáka – Bonton, CD
- 1995 Košlerová – Včelí medvídci Příběhy včelích medvídků – Supraphon, CD, jeden z účinkujících
- 1997 Rudolf Čechura – A znovu Maxipes Fík – Supraphon, CD
- 1997 Jirásek, Dvořák, Fiala – Dvořák v Lucerně – Supraphon, CD
- 1997 Košlerová – Včelí medvídci Další příběhy – Supraphon, CD, jeden z účinkujících
- 1998 Rudolf Čechura – Divoké sny Maxipsa Fíka – Supraphon, CD
- 1999 Rudolf Čechura – Maxipes Fík jde do světa – Supraphon, CD
- 1999 O vodníkovi Čepečkovi – Supraphon, CD
- 2000 Štíplová – Byla jednou koťata – Supraphon, CD
- 2001 Josef Dvořák – Boříkovy lapálie – Fonia, CD
- 2003 Skoumal – Když jde malý bobr spát. Písničky pro děti – Supraphon, CD, jeden z účinkujících
- 2004 Josef Dvořák – Gold – Boříkovy lapálie – Popron Music, CD
- 2004 Pohádky z vánočního stromku – Supraphon, CD, společně s Jiřinou Bohdalovou
- 2004 Večerníčkův kolotoč pohádek – Supraphon, CD, jeden z účinkujících
- 2004 Košlerová – Včelí medvídci a Pučmeloud – Supraphon, CD, jeden z účinkujících
- 2005 Zlatovláska – Tommü Records, CD, jeden z účinkujících
- 2005 Křesadlo – Tommü Records, CD, jeden z účinkujících
- 2005 Princ Bajaja – Tommü Records, CD, jeden z účinkujících
- 2005 Kytice – Supraphon, 2 CD, jeden z účinkujících, záznam představení divadla Semafor z roku 1973
- 2005 Večerníček – Všechno nejlepší – Supraphon, 2 CD, jeden z účinkujících
- 2007 Vodnická škola Josefa Dvořáka – Supraphon, CD, jeden z účinkujících
- 2007 Večerníčky s Josefem Dvořákem – Supraphon, CD
- 2007 Pohádky s pejsky, psy a hafany – Supraphon, CD, jeden z účinkujících
- 2010 Rumcajs, Manka a Cipísek – Supraphon, 3 CD, pro Supraphon natočil Karel Höger, v roce 1999 načetl zbylé díly z knížky Václava Čtvrtka a Radka Pilaře Josef Dvořák
- 2011 Don Špagát – Supraphon, CD, jeden z účinkujících

### Kompilace
- 1995 Písničky z hospod Staré Prahy I – Supraphon, CD – 04. Libeňský plynojem, 13. Tydlitát,
- 2008 Kampak běžíš, ježku – Supraphon SU 5915-2 EAN 99925591526, CD – 40. Pučmeloud a včelí medvídci , 40. 1. Školní 40. 2. Modré z nebe, 40. 3. Dlouhá chvíle, 40. 4. Ploty, 40. 5. Veselá I, zpěv: – Václav Vydra a Josef Dvořák a Petr Skoumal[3]

## Televize
- 1972 Úsměvy světa (TV cyklus) – role: César Vatel (5.díl: Puding a la Chipolatta)
- 1977 Otíček (TV cyklus Bakaláři) – hlavní role: Ota Kryštofek
- 1978 Řemen (TV komedie) – role: zloděj Josef Kořínek alias Pepa Kořen
- 1991 Hřbitov pro cizince (TV film)

### TV seriály
- 1973 Byli jednou dva písaři – role: čeledín Michal
- 1978 Nemocnice na kraji města
- 1979 Pan Tau
- 1980 Arabela
- 1983 Návštěvníci
- 1984 Rozpaky kuchaře Svatopluka
- 1988 Cirkus Humberto
- 1996 Hospoda

## Filmy
- 1974 Jáchyme, hoď ho do stroje – role: automechanik Béda Hudeček
- 1976 Parta hic - role horník Kubík
- 1978 Lvi salónů
- 1992 Černí baroni
- 2019 Ach, ta láska nebeská

## Knihy
- Josef Dvořák, Marie Formáčková: Svět to neviděl, pes to nežral vydalo nakladatelství Cesty v roce 1998, ISBN 80-87021-10-X.
- Josef Dvořák, Marie Formáčková: Svět to neviděl, pes to nežral vydalo nakladatelství Svojtka & Co v roce 2004, ISBN 80-7352-143-1, ISBN 9788073521431, leporelo[4]
- Josef Dvořák, Marie Formáčková: Netahej čerta za fousy vydalo nakladatelství XYZ (název nakladatelství) v roce 2005, ISBN 978-80-87021-56-9, EAN 9788087021569.
- Josef Dvořák, Marie Formáčková: Vzpomínání vydalo nakladatelství XYZ (název nakladatelství) v roce 2006, ISBN 80-87021-10-X.

## Ocenění
- 2020 – medaile Za zásluhy  1. stupeň